# Liste der Nummer-eins-Hits in Schweden (1985)
Diese Liste enthält alle Nummer-eins-Hits in Schweden im Jahr 1985. Es gab in diesem Jahr zehn Nummer-eins-Singles und elf Nummer-eins-Alben.
| Singles | Alben |
| --- | --- |
| - Alphaville – Forever Young - 2 Wochen (21. Dezember 1984 – 10. Januar 1985) - Band Aid – Do They Know It’s Christmas? - 2 Wochen (11. Januar – 24. Januar) - Foreigner – I Want to Know What Love Is - 10 Wochen (25. Januar – 4. April) - USA for Africa – We Are the World - 8 Wochen (5. April – 30. Mai) - Opus – Live Is Life - 4 Wochen (31. Mai – 27. Juni) - Paul Hardcastle – 19 - 4 Wochen (28. Juni – 8. August) - Duran Duran – A View to a Kill - 2 Wochen (9. August – 22. August) - Sandra – (I’ll Never Be) Maria Magdalena - 8 Wochen (23. August – 17. Oktober) - Falco – Rock Me Amadeus - 6 Wochen (18. Oktober – 28. November) - a-ha – Take on Me - 6 Wochen (29. November 1985 – 7. Januar 1986) | - Chess (Soundtrack) - 7 Wochen (23. November 1984 – 10. Januar 1986) - Alphaville – Forever Young - 4 Wochen (11. Januar – 7. Februar) - John Fogerty – Centerfield - 2 Wochen (8. Februar – 21. Februar, insgesamt 4 Wochen) - Foreigner – Agent Provocateur - 2 Wochen (22. Februar – 7. März) - John Fogerty – Centerfield - 2 Wochen (8. März – 21. März, insgesamt 4 Wochen) - Phil Collins – No Jacket Required - 2 Wochen (22. März – 4. April) - Howard Jones – Dream Into Action - 4 Wochen (5. April – 2. Mai) - Paul Young – The Secret of Association - 2 Wochen (3. Mai – 16. Mai) - Prince and The Revolution – Around the World in a Day - 2 Wochen (17. Mai – 30. Mai) - Dire Straits – Brothers in Arms - 4 Wochen (31. Mai – 27. Juni, insgesamt 22 Wochen; → 1986) - Bruce Springsteen – Born in the U.S.A. - 8 Wochen (28. Juni – 22. August, insgesamt 15 Wochen; → 1984) - Dire Straits – Brothers in Arms - 12 Wochen (23. August – 14. November, insgesamt 22 Wochen) - Ulf Lundell – Den vassa eggen - 8 Wochen (15. November 1986 – 7. Januar 1987) |